# Gracilosphya elongata
Gracilosphya elongata là một loài bọ cánh cứng trong họ Cerambycidae.